# Crassispira funebralis
Crassispira funebralis é uma espécie de gastrópode do gênero Crassispira, pertencente à família Pseudomelatomidae.